# Trichospilus boops
Trichospilus boops är en stekelart som beskrevs av Boucek 1976. Trichospilus boops ingår i släktet Trichospilus och familjen finglanssteklar.
Artens utbredningsområde är Kenya. Inga underarter finns listade i Catalogue of Life.